# Sauviat-sur-Vige
Sauviat-sur-Vige är en kommun i departementet Haute-Vienne i regionen Nouvelle-Aquitaine i västra Frankrike. Kommunen ligger i kantonen Saint-Léonard-de-Noblat som tillhör arrondissementet Limoges. År 2022 hade Sauviat-sur-Vige 879 invånare.

## Befolkningsutveckling
Antalet invånare i kommunen Sauviat-sur-Vige
| Referens: INSEE |